# Saitō Yoshitatsu

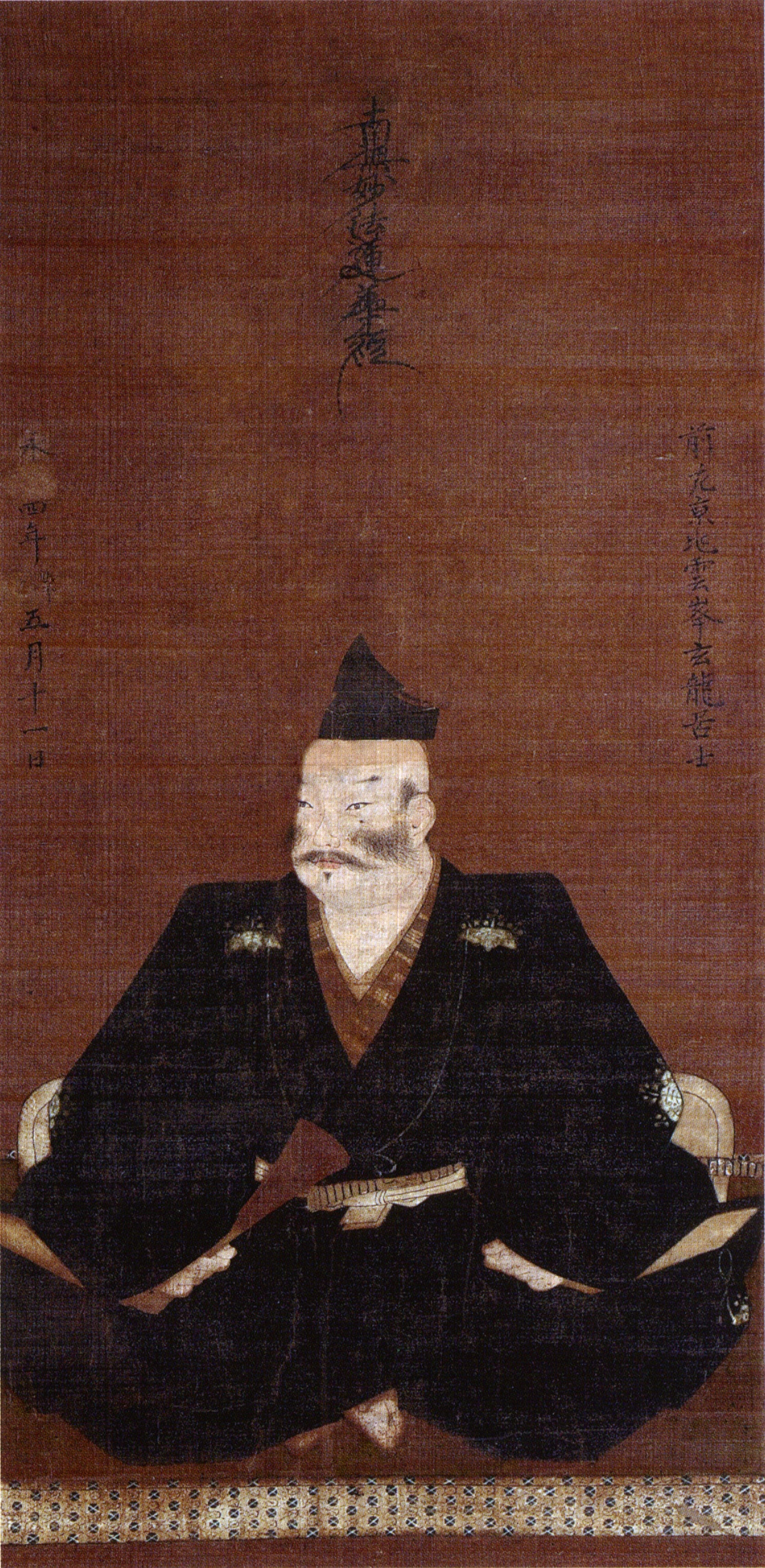
Saitō Yoshitatsu

Saitō Yoshitatsu (japanisch 斎藤 義龍, * 1527; † 1561) war von 1556 bis 1561 Daimyō von Mino und Oberhaupt der Familie der Saitō.

## Leben
Saitō Yoshitatsu war der älteste Sohn von Saitō Dōsan, dem Herrscher von Mino. Es gibt aber auch die unbestätigte Theorie, dass Yoshitatsu in Wahrheit der Sohn von Toki Yorinari war. 1556 rebellierte Saitō Yoshitatsu gegen Saitō Dōsan und tötete ihn in einer Schlacht. Anschließend regierte er in Mino, sah sich aber in den nächsten Jahren immer wieder mit Angriffen seines Schwagers Oda Nobunaga konfrontiert. Saitō Yoshitatsu starb 1561 an einer Krankheit und wurde von seinem Sohn Tatsuoki beerbt.